# Pierre I. de Rohan

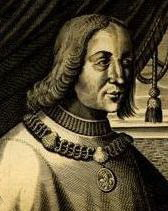
Pierre I. de Rohan

Wappen Pierre de Rohans

Pierre I. de Rohan, genannt Maréchal de Gié (* 1451 vermutlich im Schloss Mortiercrolles in Saint-Quentin-les-Anges; † 22. April 1513 im Schloss Le Verger in Seiches-sur-le-Loir), war Seigneur de Gyé und Ham, Comte de Marle, Marschall von Frankreich, Diplomat und Berater der Könige Ludwig XI., Karl VIII. und Ludwig XII. Mit ihm beginnt der Aufstieg des Hauses Rohan zu einer der ersten Familien Frankreichs.

## Herkunft
Pierre de Rohan stammt aus der Familie Rohan und deren Zweig Rohan-Guéméné (siehe auch Stammliste der Rohan-Guéméné). Er war der zweite Sohn von Louis I. de Rohan und Marie de Montauban, und damit durch seine Mutter ein Enkel von Jean de Montauban, Admiral von Frankreich. Da seine Familie mit der Regierungsübernahme des Herzogs Peter II. von Bretagne (1450) in Ungnade gefallen war – die Rohan waren in die Ermordung von Gilles de Bretagne, dem jüngsten Bruder des neuen Herzogs, verwickelt – wurde Pierre außerhalb der Bretagne geboren.

## Biografie

### Kindheit
1457 vergiftete seine Mutter seinen Vater, der ein Testament hinterließ, in dem er ihr die Vormundschaft über die gemeinsamen Kinder verweigerte. Marie de Montauban entkam zwar vorläufig der Justiz, heiratete Georges II. de La Trémoille (1427–1481), Herr von Craon, kam später aber doch noch ins Gefängnis. Pierres Vormund wurde Tanneguy du Chastel († 1477; bestattet in Notre-Dame de Cléry), der ihn an den königlichen Hof brachte.

### Am Hof Ludwigs XI.
1472 gab der König ihm die Herrschaft Gié in der Champagne (Gyé-sur-Seine im heutigen Département Aube), woraufhin er seinem Namen auf Pierre de Rohan de Gié änderte. 1473 nahm er mit der Belagerung von Perpignan erstmals an einer militärischen Auseinandersetzung teil. 1474 ist er bereits der königliche Bevollmächtigte bei der Ratifizierung des Friedensvertrages mit dem Herzog Franz II. von Bretagne. 1476 wird er – 25-jährig – zum Marschall von Frankreich ernannt. Im gleichen Jahr heiratete er Françoise de Penhoet, Tochter von Guillaume, Comte de Penhoet, Vicomte de Fronsac, und Françoise de Maillé, von der er drei Söhne bekam: Charles, der spätere Graf von Guise, François, der 1501 Erzbischof von Lyon wurde, und Pierre, der Stammvater der Herzöge von Rohan.

### Militärische Karriere
Pierre de Rohan de Gié gelang es, den notorisch misstrauischen König Ludwig XI. von seiner Treue und seinen Fähigkeiten zu überzeugen. 1479 eroberte der Maréchal de Gié in Flandern alle die Orte zurück, die Maximilian von Österreich zuvor weggenommen hatte. 1480 ist er einer der vier Herren, die Frankreich während der Krankheit des Königs in Chinon regieren. 1482 eroberte er Aire. 1483 starb Ludwig XI.
Unter dem neue König Karl VIII. setzte er die Verteidigung der Landesgrenze in der Picardie gegen die Habsburger fort. 1484 nahm er an der Krönung Karls VIII. teil, der ihn 1485 zum Prince (wohl Prince de Rohan) ernannte. 1487 kämpfte er mit großem Erfolg gegen den Herzog von Geldern und den Grafen von Nassau. 1491 ließ er die Burg La Motte-Glain (in La Chapelle-Glain) an der Grenze zur Bretagne wiederaufbauen.
1494/95 begleitete er Karl VIII. auf seinem Feldzug zur Eroberung des Königreichs Neapel. Als Kommandant der Vorhut in der Schlacht bei Fornovo am 6. Juli 1495 schloss er den Waffenstillstand, nach dem die Franzosen aus Italien abziehen mussten. Man warf ihm hinterher vor, in der Schlacht seine Truppen zu sehr in der Reserve gehalten zu haben. Er war es aber auch, der dem in Novara belagerten Herzog Ludwig von Orléans zu Hilfe eilte. Nach dem gescheiterten Feldzug wurde Pierre de Rohan de Gié der Vorsitzende des königlichen Rates.

### Ludwig XII.
Die Befreiung des Herzogs von Orléans fiel zugunsten Rohans stark ins Gewicht, als dieser 1498 Karl VIII. als Ludwig XII. auf den Thron folgte. 1499 wurde er zum Gouverneur von Amboise ernannt. Er nahm am erneuten Italienfeldzug teil, der im gleichen Jahr begann, und war an der Seite des Königs bei dessen feierlichen Einzug in Genua am 26. April 1502. Der Maréchal de Gié war nun – nach dem König – gemeinsam mit dem Kardinal Georges d’Amboise der mächtigste Adlige Frankreichs: Im gleichen Jahr ließ er von Michelangelo einen Bronze-David gießen.
1497 war Pierre de Rohan Witwer geworden. Im Jahr 1500 ließ er das Schloss Mortiercrolles wiederaufbauen und richtete auf der Domäne den Franziskanerkonvent Notre-Dame des Anges ein. 1503 heiratete er Marguerite d’Armagnac, die Tochter von Jacques d’Armagnac, die im gleichen Jahr Duchesse de Nemours und Gräfin von Guise als Erbin ihres Bruders Louis wurde, und auch starb; nach ihrem Tod gelang es ihm im Jahr darauf, seinen Sohn Charles mit Charlotte d’Armagnac, der Schwester und Erbin Marguerites zu verheiraten, die aber ebenfalls nach kurzer Zeit starb.

### In Ungnade
Ein Streit mit Kardinal Amboise, der im Fall des Ablebens des Königs die Regentschaft wollte, und Schwierigkeiten mit dem Parlement von Paris brachte 1504 Pierre de Pontbriant dazu, den Maréchal de Gié beim König anzuklagen, was in einen Prozess wegen Majestätsbeleidigung mündete. Brantôme schreibt, dass der Prozess – der vor dem Parlement von Toulouse stattfand, das seinerzeit als das strengste im Königreich galt – mit einem Todesurteil geendet hätte, wenn die Königin Anne de Bretagne dies gewünscht hätte: Nachdem Rohan das Missgeschick unterlaufen war, Schiffe anzuhalten, die sie mit Wertsachen in ihre Heimat Nantes gesandt hatte, stand er bei ihr in Ungnade, trachtete sie danach, ihn vom Hof zu entfernen – der Marschall zog sich auf sein Schloss Le Verger im Anjou zurück, das sich gerade im Bau befand. Brantôme fügt allerdings auch hinzu, dass die Königin Rohan leben lassen wollte, da er bereits sein Vermögen verloren habe und nun in Schmerzen und Trauer lebe. Tatsächlich wurde er nicht verurteilt, sondern ihm wurde durch einen Erlass vom 9. Februar 1504 die Ausübung seiner Ämter untersagt, seine Güter wurden für fünf Jahre beschlagnahmt, und er selbst in der Burg von Dreux eingesperrt.
Nach Ablauf der Strafe wurde er wieder freigelassen und er durfte nach Paris zurückkehren. Bezüglich des Verbrechens der Majestätsbeleidigung wurde er begnadigt. Er erschien jedoch nicht mehr bei Hofe und starb wenige Jahre später, am 22. April 1513. Pierre de Rohan de Gié wurde in der Kirche Sainte-Croix-du-Verger bestattet.